# Thusnelda Lang-Brumann

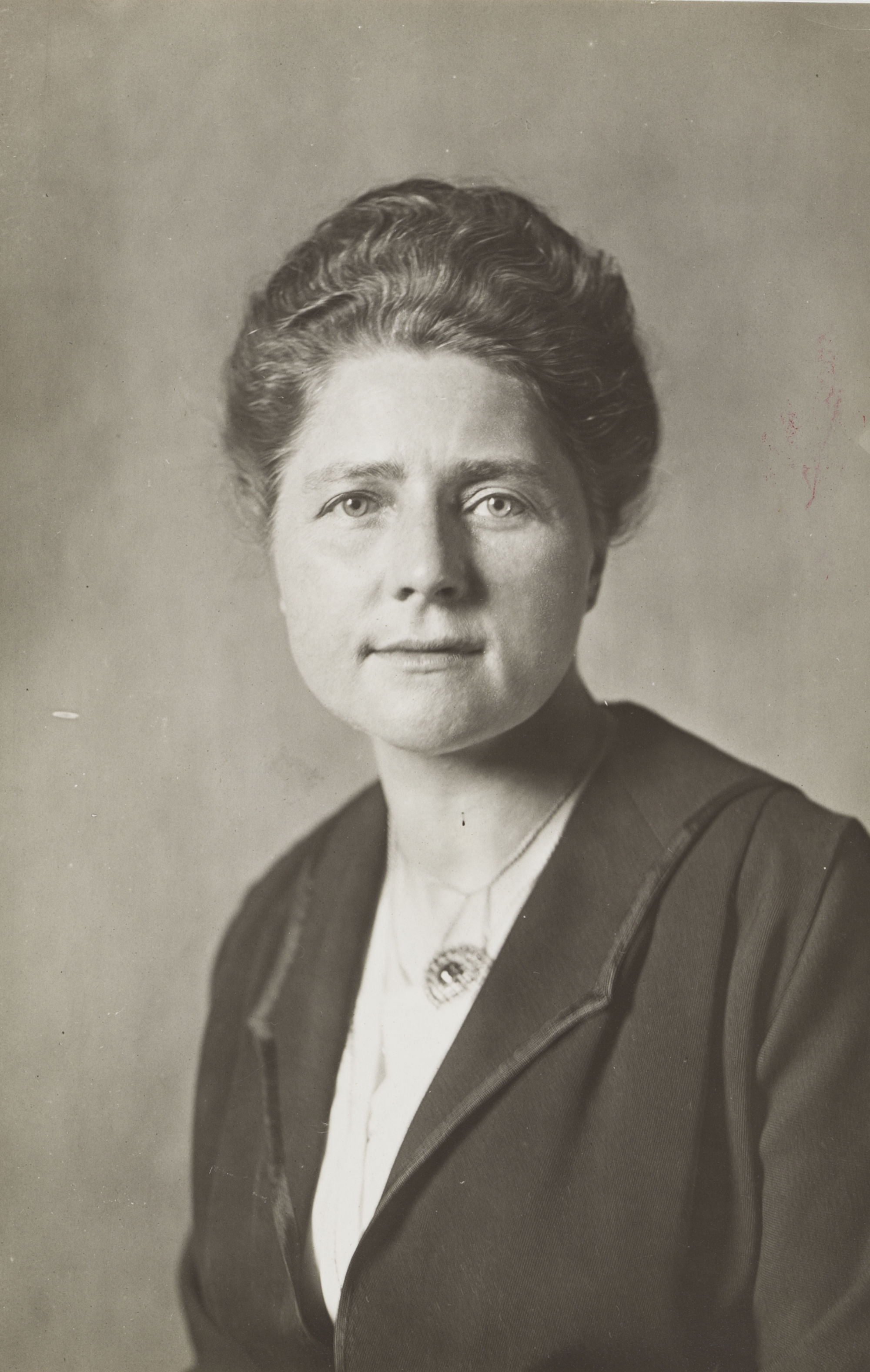
Thusnelda Lang-Brumann, undatiert, Fotograf Philipp Kester

Thusnelda Lang-Brumann (* 15. April 1880 in Augsburg; † 10. Juni 1953 in München) war eine deutsche Lehrerin und Politikerin (BVP, CSU). 

## Leben
Lang-Brumann besuchte eine höhere Mädchenschule. Nach dem Besuch eines Lehrerinnenseminars arbeitete sie zuerst als Volksschullehrerin, später als Lehrerin einer höheren Mädchenschule und einer sozialen Frauenschule in München.
Von 1920 bis 1924 war sie als Stadträtin in München tätig. Ab 1920 gehörte sie zudem als Abgeordnete der Bayerischen Volkspartei (BVP) dem Reichstag an. Dort repräsentierte sie zunächst den Wahlkreis 27 (Oberbayern-Schwaben), ab 1924 (nach einer Umverteilung und Neunummerierung der Wahlkreise) den Wahlkreis 24 (Oberbayern-Schwaben). Im Parlament, dem sie über sieben Wahlperioden bis 1933 angehörte, tat sie sich vor allem als Vorkämpferin für die sozialen Belange und die berufliche Qualifizierung von Frauen und Mädchen hervor. Ab 1929 war sie in Nachfolge von Marie Kundt Vorsitzende des Bundes der Organisationen Technischer Assistentinnen (BOTAWI) und setzte sich für Gesundheitsschutz, Tariflösungen, Ausbildungsordnungen und Berufsanerkennungen der Technischen Assistentinnen ein. Neben der Frauenfrage sah Lang-Brumann Pädagogik und Jugendbewegung als ihre Spezialgebiete an. Außerhalb des Parlamentes war Lang-Brumann Präsidentin des Süddeutschen Frauenverbandes katholischer weiblicher Jugendvereine und zweite Vorsitzende des Katholischen Frauenverbundes München, Vorstandsmitglied des Kyffhäuserbundes der Kriegsbeschädigten und Kriegshinterbliebenen.
1932 veröffentlichte Lang-Brumann anlässlich der Bayerischen Landtagswahlen ein Flugblatt, in dem sie sich – unter Verweis auf die nationalsozialistische Frauenpolitik – gegen Hitler und den Nationalsozialismus wandte („Was will eine vernünftige Frau mit Hitler [anfangen]?“). Dennoch stimmte sie zusammen mit allen anderen Abgeordneten der BVP für Hitlers Ermächtigungsgesetz.
Nach 1945 arbeitete Lang-Brumann als Schulrektorin. Zudem engagierte sie sich in der Christlich Sozialen Union (CSU), in der sie die Frauenarbeitsgemeinschaft gründete (FAG, Vorläufer der Frauen-Union) und für die sie von 1947 bis 1949 dem Wissenschaftsrat (WR) angehörte.
Lang-Brumanns Nachlass lagert heute unter der Kennnummer „N 1626“ im Bundesarchiv in Koblenz. 2021 wurde in München eine Straße nach ihr benannt.

## Schriften (Auswahl)
- Im Münchner Kriegstagesheim für stellenlose weibliche Jugendliche. In: Die Lehrerin, Bd. 32 (1915), Heft 19, S. 148f.
- Auf dem Wege zum Reichsschulgesetz. In: Wochenschrift für katholische Lehrerinnen, Bd. 36 (1923), Heft 19, S. 121f.
- Streiflichter auf zehn bewegte Jahre, in: Die christliche Frau 27 (1929) 70-75.
- Der Versailler Vertrag. Streiflichter auf die Not der deutschen Jugend. In: Der Weg zur Freiheit. Halbmonatsschrift des Arbeitsausschusses Deutscher Verbände, Jg. 9 (1929), Nr. 2, S. 23–27.